# ¿Eres mi madre?
¿Eres mi madre?: Una tragicomedia es una memoria gráfica de 2012 escrita e ilustrada por Alison Bechdel, enfocada en su relación con su madre. El libro complementa su obra anterior Fun Home, que trata sobre la relación con su padre. El libro entrelaza sus recuerdos con el psicoanálisis y varias obras literarias, en particular Al faro de Virginia Woolf. Su título original alude al cuento infantil Are you my mother? de P. D. Eastman.

## Argumento y estructura
¿Eres mi madre? tiene siete capítulos, y cada uno inicia por la descripción de un sueño que tuvo Bechdel. El sueño se interpreta y se explica en el contexto de varios acontecimientos de la vida de Bechdel, saltando hacia atrás y hacia adelante en el tiempo. El libro abarca eventos que ocurrieron antes de su nacimiento hasta el proceso de edición del mismo libro. Con esta narrativa, Bechdel intenta abordar su relación con su madre, una actriz amateur poco afectuosa atrapada en un matrimonio con un hombre gay en el clóset. Al explorar la falta de calidez de su madre, Bechdel interpreta sus recuerdos con ideas del psicoanalista Donald Winnicott, particularmente su noción del yo verdadero y el yo falso y su teoría sobre los objetos transicionales. 
¿Eres mi madre? hace referencia a otras obras para ayudar a iluminar la narrativa. Además de las teorías de Winnicott, Bechdel se inspira en las obras de la poeta y ensayista feminista Adrienne Rich, en Al faro y Una habitación propia de Virginia Woolf, en las obras de Sigmund Freud, en la adaptación televisiva de 1967 de La saga de los Forsyte, en Don Giovanni de Mozart, en El avaro de Molière y otras. 

## Recepción
En su reseña para The New York Times, Katie Roiphe escribió que es "tan complejo, inteligente, inventivo y satisfactorio como las mejores memorias en prosa". La reseña de Laura Miller en The Guardian calificó al libro como profundo, pero que su fuerte enfoque en el psicoanálisis lo vuelve pesado.
El libro ganó el Premio Judy Grahn de No-Ficción Lésbica en 2013 y fue finalista del Premio Literario Lambda de 2013 en memorias o biografías lésbicas y del Premio del Libro de Los Angeles Times de 2012 en novela gráfica.